# Castilló de Sobrarb
Castilló de Sobrarb (Castillón de Sobrarbe en aragonès; Castejón de Sobrarbe en castellà) és una localitat aragonesa del municipi de l'Aïnsa, en el Sobrarb, província d'Osca, Aragó. Antigament va tenir ajuntament propi.
El 1049, el poble es denominava Castellone. Una placa recull la grafia del primer document en què apareix reflectit aquest nom, l'original es guarda en l'Arxiu de la Corona d'Aragó a Barcelona. Fins a mitjan segle XVII que el nom de la localitat era simplement Castillón.
Està situat a 22,1 km de l'Aïnsa, en el vessant meridional d'un petit pujol en el qual estava radicat el castell que li dona nom.
Destaca l'església de l'Asunción, gòtica del segle xvi amb una gran nau amb absis poligonal que data de 1557. La torre del campanar és de carreus. En el púlpit figura la inscripció del mestre d'obra Chuan Tellet. És un exemple del gòtic tardà amb alguns elements renaixentistes. La localitat també compta amb dues ermites, la de Santa Waldeska i la de Sant Hipòlit.
Les seves festes se celebren el 28 de maig i el romiatge es fa a Santa Waldesca. El 13 d'agost se celebra el romiatge de Sant Hipòlit. El 15 d'agost se celebra la festa en honor de l'Assumpció.
S'hi pot arribar per la A-138 des de Barbastre en direcció a l'Aïnsa. A l'altura de l'embassament d'o Mediano es troba el desviament a la comarcal HU-V-3611 i 7 km després s'arriba a la Plaça, davant d'un gran arc obert a l'edifici que va albergar l'Escola-Ajuntament i tenint ja a la vista l'Església.